# Točínský potok
Točínský potok je malý potok v okrese Plzeň-sever, levostranný přítok Berounky. Plocha jeho povodí měří 5,5 km².

## Průběh toku
Potok pramení mezi Dolany a Žichlicemi a ústí do řeky Berounky proti ústí Klabavy. Bývá uváděn i pod názvem Točnický potok. Jeho tok tvoří severní hranici území obce Dolany, severně od potoka leží v horním toku území Žichlic (obec Hromnice), ve většině délky pak obec Nadryby.  